# Cyborg (personaje)
Cyborg (en español: Cíborg) (conocido como Victor "Vic" Stone) es un superhéroe ficticio que aparece en los cómics estadounidenses publicados por DC Comics. El personaje fue creado por el escritor Marv Wolfman y el artista George Pérez y apareció por primera vez en un suplemento especial en DC Comics Presents #26 (octubre de 1980). Cyborg es conocido como un miembro de los Jóvenes Titanes. Sin embargo, en septiembre de 2011, Cyborg fue establecido como un miembro fundador de la Liga de la Justicia como parte del reinicio de la continuidad de DC de 2011 hasta el evento DC Rebirth, donde este suceso fue cambiado una vez más. El personaje es un pastiche del personaje de Marvel Comics, Deathlok.
Lee Thompson Young interpretó a Cyborg en la serie de televisión Smallville. Ray Fisher interpreta al personaje en las películas del DC Extended Universe: Batman v Superman: Dawn of Justice (2016), Justice League (2017) y Zack Snyder's Justice League (2021). Iba a tener su propia película individual en 2020, pero nunca se concretó. Joivan Wade también interpreta a Cyborg en las series de televisión Doom Patrol y la cuarta temporada de Titanes de DC Universe y HBO Max.

## Desarrollo
En una entrevista, Pérez describió su enfoque de diseño para el personaje. "En el caso de Cyborg, me inspiré visualmente, y creo que es obvio desde la cabeza, en Deathlok... luego decidí hacerlo más robótico que androide al hacer más partes metálicas de él, para que no fuera bastante como humano... pero la placa metálica de media cara obviamente se inspiró en Deathlok de Rich Buckler, y luego usé a un joven Jim Brown como mi inspiración para cómo manejaría el lenguaje corporal para el personaje".

## Biografía ficticia
Victor Stone es el hijo de Silas Stone y Elinore Stone, científicos que lo usan como sujeto de prueba para varios proyectos de mejora de inteligencia. Si bien estos tratamientos son en última instancia exitosos y el coeficiente intelectual de Victor posteriormente crece a niveles geniales, él crece para resentir su tratamiento.
Victor entabla una amistad con Ron Evers, un joven sinvergüenza que lo lleva a tener problemas con la ley. Este es el comienzo de una lucha en la que Victor lucha por la independencia, participando en actividades que sus padres desaprueban, como el atletismo y abandonar sus estudios. La asociación de Victor con delincuentes menores de edad lo lleva por un camino oscuro en el que a menudo resulta herido, pero aún vive una vida "normal" en la que puede tomar sus propias decisiones. Sin embargo, este camino rebelde no entierra la conciencia de Víctor teniendo en cuenta que se niega a participar en los grandiosos planes de Evers de terrorismo por motivos raciales.
La situación de Victor cambia radicalmente cuando visita el laboratorio de sus padres, donde se realizan experimentos de acceso interdimensional. En ese momento de su entrada, una criatura gelatinosa agresiva fue arrastrada accidentalmente y la madre de Victor es asesinada por ella. Luego se volvió contra Víctor y fue gravemente herido por su ataque antes de que su padre pudiera enviarlo de regreso a su dimensión nativa.
Con su esposa muerta y su hijo mutilado, inconsciente y casi muerto por el incidente, Silas se ve impulsado a aprovechar el prototipo de investigación médica protética a la que tiene acceso para tratar a Victor. Desafortunadamente, Víctor solo recupera la conciencia después de que se instalaron extremidades artificiales e implantes en su cuerpo sin su consentimiento. Víctor estaba horrorizado por el descubrimiento de los componentes metálicos, que involucran la mayor parte del lado izquierdo de su cabeza y cara, y se enfureció por haber preferido morir antes que ser víctima de las manipulaciones de su padre.
Aunque su amargura se mantuvo durante algún tiempo, Victor finalmente se calmó lo suficiente como para adaptarse con éxito a sus implantes físicamente. Se encontró rechazado por el público debido a sus implantes, incluida su novia, que luego soltó sin pensar que preferiría que hubiera muerto en lugar de estar en ese estado. Sin embargo, la conciencia de Víctor se desanimó, como lo demuestra el hecho de que cuando Evers intentó manipularlo para que participara en un ataque terrorista en las Naciones Unidas, Víctor decidió equiparse con sus accesorios armados y detenerlo en la parte superior de la sede de las Naciones Unidas.

### Jóvenes Titanes
Cuando Raven reúne a los Jóvenes Titanes, Victor se une inicialmente para el beneficio de un grupo de apoyo de espíritus afines y monstruos, y ha permanecido con ese grupo desde entonces. Afortunadamente, Victor finalmente encuentra nuevos amigos civiles adicionales de mejor carácter, como un grupo de menores que se están adaptando a sus propias prótesis y lo idolatran debido a sus partes elegantes y sus emocionantes aventuras. También resulta que su bella maestra Sarah Simms, que a menudo ha ayudado a Cyborg y a los Titanes, también lo admira.
Otra persona que ve más allá del caparazón cibernético es la Dra. Sarah Charles, una científica de S.T.A.R. Labs que lo ayuda a recuperarse después de reemplazar sus partes cibernéticas. Cyborg y la Dra. Charles tienen una cita por un tiempo y ella, junto con un Cambiante, sigue tratando de comunicarse con él cuando aparentemente no tiene sentido después de las graves heridas que sufre durante la historia de "Titans Hunt".

### Muertes y renacimientos
Aunque el cuerpo de Cyborg fue reparado por un equipo de científicos rusos después del choque con misiles en el que había estado, aunque con más partes mecánicas que antes, su mente no lo estaba. Finalmente, su mente fue restaurada por una raza alienígena de inteligencias informáticas llamada Technis, creada a partir de la unión sexual de Swamp Thing y un planeta máquina cuando Swamp Thing viajaba por el espacio. Cyborg, sin embargo, tuvo que permanecer con los Technis tanto para mantener su mente como porque, a cambio de restaurarlo, tenía que enseñarles sobre la humanidad. Tomó el nombre de Cyberion, y gradualmente comenzó a ser menos humano en su perspectiva, conectándose por completo con el planeta Technis.
Finalmente, Cyberion regresó a la Tierra, estableciendo una construcción Technis en la luna y una base más pequeña en la Tierra. Con la conciencia de Vic latente, pero su deseo de compañía controlando las acciones del planeta de los Technis, comenzó a secuestrar a exmiembros de Titanes, su mente consciente tan reprimida que no solo estaba buscando Titanes fallecidos, sino que incluso envió una sonda buscándose a sí mismo como Cyborg terminó conectándolos a escenarios de realidad virtual, representando lo que él creía que eran sus "mundos perfectos"; por ejemplo, Chico Bestia regresó con Doom Patrol, Damage estaba pasando tiempo felicitándose por la Sociedad de la Justicia como un verdadero héroe, y Nightwing fue confrontado por un Batman quien en realidad sonrió y se ofreció a hablar sobre su relación. Aunque los Titanes fueron liberados, hubo un fuerte desacuerdo entre ellos y la Liga de la Justicia sobre qué medidas tomar; la Liga creía que no quedaba nada de Víctor para salvar, mientras que los Titanes estaban dispuestos a intentarlo, culminando en una breve batalla, donde Átomo y Catwoman (que habían seguido a la Liga de la Justicia para investigar) se pusieron del lado de la Liga mientras Flash luchaba con los Titanes Mientras Vic estaba distraído tratando de ayudar a sus amigos, un equipo de Titanes compuesto por Changeling y los cinco Titanes originales fueron enviados por Raven para intentar ponerse en contacto con el lado humano de Vic, mientras Supermán, Wonder Woman, Green Lantern, Martian Manhunter, Power Girl, Capitán Marvel, y Mary Marvel volvieron a colocar la luna en su lugar. Eventualmente, gracias principalmente al estímulo de Cambiante, y Omen y Raven manteniendo a Vic juntos el tiempo suficiente para elaborar un plan, la conciencia de Vic fue restaurada y "descargada" en el Omegadrome, un traje de guerra morphing perteneciente al ex Titan Minion. A raíz de este evento, los Titanes se reformaron y Vic formó parte del nuevo grupo. Sin embargo, se sintió menos humano que nunca.
Poco después de esto, Nightwing reveló que había clonado el cuerpo de Vic, y al hacer fluir el Omegadrome a través del clon, Vic recuperó su forma humana, pero aún tenía las habilidades del Omegadrome. A menudo usaba el Omegadrome para recrear su aspecto original en la batalla. Con su nueva humanidad, Vic tomó un permiso de ausencia, mudándose primero a Los Ángeles con Beast Boy y luego a Central City. Mientras estaba en Central City, Vic estuvo involucrado en uno de los esquemas del Pensador, ayudando a Wally a hackear el intento del Pensador de conectarse con las mentes de la población de Central City para que Wally pudiera vencer a su oponente, aunque Vic perdió las habilidades del Omegadrome en el proceso.

### Mentor
Vic fue mentor de la nueva encarnación de los Jóvenes Titanes, que consiste principalmente en compinches, la mayoría de los cuales se han hecho cargo de las identidades de los exmiembros (es decir, Tim Drake, el tercer Robin, en lugar de Dick Grayson, el líder original de Robin y de los Titanes) como incondicionales como Starfire, Raven y Beast Boy, donde han luchado contra enemigos como Deathstroke, Hermano Sangre, Doctor Light, los Titans Tomorrow, y un Superboy e Indigo lavados el cerebro durante un equipo con los Outsiders en el Historia de los iniciados. Al final, Cyborg fue el único capaz de enfrentarse al Dr. Light, gracias a sus escudos solares, aunque deja en claro que solo ganó la pelea porque el resto de los Titanes habían suavizado a Light primero.

### "Crisis Infinita" y más allá de
Durante Crisis Infinita, Cyborg se unió a Donna Troy en Nuevo Cronos para formar un equipo que fue a investigar un agujero en el universo que se encontró durante la Guerra Rann-Thanagar. Él dejó al Chico Bestia como líder de Titanes mientras él se había ido. Ellos llegaron al centro del universo y con la ayuda de un grupo de héroes ayudaron en la derrota de Alexander Luthor que estaba intentando recrear el Multiverso y construir una Tierra perfecta para él.
Según el quinto número de 52, Cyborg se fundió junto con Firestorm después de regresar a la Tierra. Esto fue por las ondas de energía causadas por Alexander Luthor Jr. qué alteró al Rayo Zeta que los héroes iban a usar para regresar a casa.
Después de dañarse severamente durante los eventos de Crisis Infinita, Cyborg se reconstruyó con el tiempo gracias a los Conserjes de la Torre Wendy y Marvin. Él despertó Un Año Después para encontrar un equipo totalmente diferente de Jóvenes Titanes liderados por Robin, el único miembro del equipo que formó primordialmente para ir al espacio. Él todavía es un miembro del equipo, pero siente que Kid Devil y Ravager son Titanes escasamente dignos, y así está intentando encontrar una manera de re-formar a los "Titanes" originales.
Después de que el equipo junto con la Patrulla Condenada derrotó a la Hermandad del Mal, Cyborg le pidió al Chico Bestia que se reuniera con los Titanes, pero Gar se negó diciendo que sus habilidades eran necesarias para la Patrulla. Después de regresar a la Torre de los Titanes, Cyborg empezó repasando las cintas de seguridad durante el último año en que aparecen los Titanes para encontrar a alguien en quien confiara de hoy en adelante, a pesar de haber estado en coma.
Esto parece que aunque Cyborg ha regresado al equipo, el papel de líder está ahora en las manos de Robin.
En Liga de Justicia de América (vol. 2) N.º 3, Batman, Mujer Maravilla y Supermán están de acuerdo que Cyborg se ofrezca como miembro en la nueva Liga de Justicia. Sin embargo, después de una batalla contra Amazo, Green Lantern y Black Canary se hacen cargo de la formación de la JLA, y Cyborg no está en la lista.
En el one-shot de Teen Titans East, Cyborg reunió a un nuevo equipo de titanes. Durante un ejercicio de entrenamiento, el grupo fue atacado por Trigon y Cyborg fue atacado por un rayo de energía gigante. Fue visto por última vez en un cráter, donde solo quedan la cabeza y el torso.

### Titanes
A raíz del asalto de Trigon en Titans East one shot, Cyborg ha sido colocado en una silla flotante especial mientras se recupera. El cuerpo de Cyborg está completamente reparado en Titans (vol. 2) #5. Poco después, Jericho resucitado y desequilibrado entra en el cuerpo de Cyborg y lo usa para manipular las defensas en Titans Tower para matar a los Jóvenes Titanes. Los planes de Jericho se frustran cuando Static, el nuevo Teen Titan, usa sus poderes eléctricos para sobrecargar los sistemas de la Torre, provocando una retroalimentación que saca a Jericho de Cyborg. Después de recuperarse, Cyborg finge tener todavía a Jericho dentro de él, para sacar a Vigilante, que actualmente estaba apuntando a Jericho. La trama funciona demasiado bien cuando aparece Vigilante y le dispara a Cyborg en la cabeza.

### Miniserie de 2008
En un momento no especificado durante los cómics de Teen Titans, un hombre con mejoras similares a las de Cyborg ataca a la Dra. Sarah Charles el día de su boda con Deshaun, un joven científico. Cyborg se apresura a salvarlo y descubre cómo Deshaun, conectado con el Proyecto M, ha vendido la tecnología utilizada para convertir a Stone en Cyborg al ejército. También descubre que el hombre mejorado era Ron Evers, una vez el mejor amigo de Vic ahora convertido en terrorista, que buscaba venganza por los soldados utilizados como sujetos de prueba. Después de que Cyborg logra calmar a su amigo y descubre la verdad: el Sr. Orr, revelado como el cerebro detrás de la investigación cyborg del Proyecto M, trae a sus mejores sujetos derivados de Stone: el Equus actual, una forma blindada del ñu y un hombre cibernético. mejoras deportivas aún más poderosas que las actuales de Stone llamadas Cyborg 2.0.
Cyborg 2.0 resulta ser Titans Tomorrow Cyborg 2.0, arrebatado de su propia línea de tiempo y engatusado por Orr para luchar contra su yo más joven por la posesión de su tecnología compartida y el permiso de Orr para usarla en el campo de batalla. Cyborg pronto se ve obligado a luchar simultáneamente contra Phantom Limbs, una fuerza de élite de soldados lisiados en el Oriente Medio y restaurada por su tecnología, y Cyborg Revenge Squad, una formación más amplia compuesta por Fearsome Five, Magenta, Girder, el Pensador, y Cyborgirl. Aunque Cyborg Revenge Squad pronto gana ventaja, con la ayuda de sus compañeros Titanes, Cyborg es capaz de defenderse en combate, realizar ingeniería inversa sobre la marcha de algunas de las tecnologías futuras utilizadas por Cyborg 2.0 y mejorar su propio cuerpo lo suficiente como para ganar contra el Sr. Orr. Más tarde decide obtener una nueva oportunidad en la vida, perdonando a Deshaun y Sarah Charles el día de su boda por abusar de su tecnología, volviendo a salir con Sarah Simms y haciendo que los miembros fantasmas se ajusten con prótesis nuevas, no militares. Sin embargo, se da a entender que Phantom Limbs, que no está dispuesto a ver la oferta de Stone como una señal de buena voluntad, está tratando de recuperar sus prótesis armadas y esperar una revancha.

### Blackest Night y JLA
Durante los eventos de Blackest Night, Cyborg se une a Starfire, Beast Boy y varios otros héroes para formar un equipo de emergencia para luchar contra el ejército de titanes muertos que han sido reanimados como Black Lanterns. Más tarde se une a la batalla final en Coast City.
Tras la disolución de la JLA actual después de Justice League: Cry for Justice, Donna invita a Cyborg a unirse a la nueva Liga de la Justicia de Kimiyo Hoshi. Se hace amigo de Tornado Rojo y afirma que ha ideado un plan para hacerlo indestructible.
Después de una batalla con la pandilla de Doctor Imposible, Cyborg se ve obligado a ausentarse del equipo no solo para ayudar a reconstruir a Tornado Rojo, sino también para ayudar a Roy Harper, a quien le cortó el brazo por Prometheus. Durante este tiempo, Víctor lleva a Superboy y Kid Flash a la ciudad de Dakota para rescatar a los Jóvenes Titanes, que habían sido derrotados y capturados por el Holocausto. Los Titanes emergen victoriosos de la batalla después de que Kid Flash usa sus poderes para enviar el Holocausto cayendo en picado hacia el núcleo interno de la Tierra.
A pesar de que aparentemente fue descartado del equipo, el escritor James Robinson explicó que Cyborg continuaría teniendo presencia en la JLA, y que se le dio una co-función en la parte posterior del libro de Justice League of America (vol. 2) # 48–50. En la coestelar, Cyborg lucha contra Tornado Rojo después de que se ha vuelto loco por el poder de Starheart. En medio de la batalla, un flashback revela que Víctor había reconstruido a Tornado Rojo usando nanitos autorreplicantes similares a los que Prometheus infectó a Roy después de cortarle el brazo, lo que hizo que el androide fuera indestructible. Cyborg logra liberar a Tornado Rojo de su matriz de poder.
Cyborg aparece brevemente en Justice League: Generation Lost, donde se le muestra ayudando a Wonder Woman y Starfire a buscar a Maxwell Lord después de su resurrección.
Después de una aventura en otra dimensión, Static queda impotente y Miss Martian queda en coma. Cyborg evita que el impotente Static regrese a Dakota y, en cambio, le dice que él y una científica llamada Rochelle Barnes lo llevarán a Cadmus Labs para encontrar una manera de recuperar sus poderes y despertar a Miss Martian. Mientras Static empaca sus pertenencias, Cyborg y Rochelle tienen una conversación que revela que le están mintiendo a Static y tienen un motivo oculto para llevar a los dos titanes a Cadmus.
Más tarde aparece en los dos últimos números de The Return of Bruce Wayne, donde ayuda a su excompañero de equipo Red Robin en su intento de evitar que Bruce Wayne desatara inadvertidamente una explosión apocalíptica de Omega Energy.
Cyborg y Tornado Rojo luego viajan a la luna junto con Doctora Luz, Animal Man, Congorilla, Zauriel, Tasmanian Devil y Bulleteer como parte de un grupo de héroes de emergencia reunidos para ayudar a la Liga de la Justicia en su batalla contra Eclipso. Poco después de la batalla, Cyborg y los demás son tomados por Eclipso y se vuelven contra sus camaradas de la JLA. Todos los miembros de reserva de la JLA son liberados después de que Eclipso es derrotado.

### The New 52
A partir de agosto de 2011, Cyborg aparece como uno de los personajes principales de una nueva serie en curso de Justice League escrita por Geoff Johns y dibujada por Jim Lee como parte del relanzamiento de The New 52 de DC. Johns ha dicho de Cyborg: "Él nos representa a todos de muchas maneras. Si tenemos un teléfono celular y enviamos mensajes de texto, somos un cyborg, eso es lo que es un cyborg, usar la tecnología como una extensión de nosotros mismos".
En un origen revisado, Victor Stone aparece como una estrella de fútbol de la escuela secundaria muy buscada por los cazatalentos, pero tiene una relación distante con su padre, Silas, un científico de S.T.A.R. Labs. Víctor aparece en el laboratorio de su padre mientras el equipo de Silas está estudiando una Caja Madre que les trajo Superman. Después de una acalorada discusión acerca de que Silas no asiste a los juegos de Víctor incluso después de enterarse del éxito de su hijo, la Caja Madre explota. La explosión mata a los otros científicos y destruye la mayor parte del cuerpo de Victor, pero perdona a Silas. Silas hace todo lo posible por la supervivencia de Víctor, junto con Sarah Charles y T. O. Morrow usando la tecnología guardada en la caja fuerte de la "Habitación Roja" de S.T.A.R. En última instancia, Silas usa una inyección de nanitos experimentales con el Dr. Morrow agregando piezas robóticas a Victor para ayudar. Víctor se recupera, ahora transformado en un Cyborg, pero como efecto secundario de las energías de la Caja Madre introducidas en su cuerpo e interactuando con sus partes cibernéticas, accede a la vasta biblioteca de datos de Nuevos Dioses, donde descubre los planes de invasión de Darkseid y que se ejecuta como él estaba siendo reconstruido. Victor se está acostumbrando a su nuevo cuerpo cuando los Parademons atacan, intentando agarrar al Dr. Charles. Los sistemas de defensa de Cyborg reaccionan, y rápidamente despacha a los Parademons mientras también destruye parte del laboratorio. Víctor culpa a Silas por su condición después de escuchar a su padre salir y se va. Más tarde, después de intentar ayudar a algunos civiles bajo ataque, Víctor absorbe sin darse cuenta algunos de los componentes del Parademon atacante, lo que le da acceso a la tecnología Boom Tube. Esta habilidad se activa automáticamente y lo transporta a donde Superman, Batman, Wonder Woman, Flash, Green Lantern y Aquaman están luchando contra la fuerza de Darkseid, momentos antes de que llegue Darkseid. Lucha junto a los otros héroes contra Darkseid y su ejército, pero Darkseid demuestra ser demasiado fuerte. Victor es capaz de aplicar ingeniería inversa a la tecnología alienígena del tubo boom y teletransportar a todo el ejército invasor, incluido Darkseid, salvar la Tierra y luego ayudar a fundar la Liga de la Justicia.
Silas intenta estudiar a su hijo más desde una perspectiva científica, pero Víctor se niega a centrarse en ayudar a las personas como un superhéroe, lo que hace que ambos permanezcan en desacuerdo. Después de que David Graves ataca a la Liga de la Justicia, Cyborg se entera de que camina sobre la línea entre la vida y la muerte después de ver una falsa aparición de su ser humano. La apropiación intenta convencerlo de que el verdadero Víctor murió y Cyborg es solo su cuerpo animado por la robótica para creer que todavía es Víctor. Víctor es capaz de superar ese ideal como una simple artimaña, aunque luego lo lleva a cuestionar su humanidad o la falta de ella. Flash intenta estar allí para Víctor durante su tiempo de interrogatorio. Durante la historia de Throne of Atlantis, a Cyborg se le ofrece una actualización que tiene su padre que le permitiría operar bajo el agua al precio de su pulmón restante, que Victor rechaza al principio. Sin embargo, tras la captura del resto de la Liga de la Justicia por Amo del Océano, Cyborg acepta de mala gana la actualización. Esto le permite a él y a Mera rescatar a los demás.
Durante la historia de "Trinity War", Cyborg obtiene una imagen de Shazam dirigiéndose a Kahndaq, donde Batman reúne a la Liga de la Justicia con la ayuda de Zatanna para reunirse en Kahndaq para detener a Shazam. Después de la supuesta muerte de Doctor Luz en Kahndaq, Batman le dice a Superman que Cyborg y Detective Marciano están haciendo una autopsia para demostrar que su muerte no fue culpa de Superman. Mientras Wonder Woman lidera la Liga de la Justicia Oscura para buscar a Pandora, Cyborg se encuentra entre los superhéroes que permanecen en A.R.G.U.S. mientras que Batman, Flash, Aquaman, Shazam, Steve Trevor, la Liga de la Justicia de América, Zatanna y Phantom Stranger van a detener a Wonder Woman. Cyborg estuvo presente cuando Átomo le dice a Superman, Element Woman y Firestorm el verdadero propósito de la creación de la Liga de la Justicia de América y que ella estaba espiando a la Liga de la Justicia que es cómo la Liga de la Justicia de América terminó en Kahndaq. Cuando el Sindicato del Crimen llega a Tierra Prima, las viejas prótesis de Cyborg se combinan para formar un robot llamado Grid (que es operado por un virus informático inteligente). Durante el evento Forever Evil, después de que Batman y Catwoman dejen a Cyborg con su padre en Detroit, él toma la decisión de recibir voluntariamente un nuevo cuerpo cibernético y ayuda a su padre y al Dr. Morrow a crear uno que sea más delgado en apariencia para que Cyborg pueda parecer más humano. Trabajando junto con los Metal Men creados por Doc Magus, Cyborg logra cerrar Grid.
Luego, Cyborg ayudó al recién llegado al grupo Shazam a encajar en la liga mientras el resto se disponía a encontrar el accesorio faltante del anillo de poder que salió volando después de la muerte del antiguo usuario. Mientras estaba de guardia, él y Shazam experimentan con algunos de sus poderes mágicos para ayudar a encontrar el anillo después de bromear sobre tener una Xbox en su hombro izquierdo; solo para que el pupilo joven evoque una mesa de ping pong, a la que juegan mientras tienen tiempo libre en sus manos. Finalmente, la llamada sale y todos en la liga se movilizan para asegurar el nuevo Anillo de Poder antes de que Doom Patrol lo haga. Después de persuadir a Billy para que actúe contra Jessica Cruis, Víctor se mueve para interactuar con el anillo en sí, y descubre mucho sobre el anillo de Volthoom y su anfitrión actual, solo para ser expulsado a la fuerza después de que la entidad del anillo lo rechaza causando que sus sistemas corto circuito, retirándolo de la batalla. Se le vio por última vez recuperándose en S.T.A.R. Labs, después de que Shazam lo llevara rápidamente a la bahía médica, luego de la crisis del anillo de poder. Cyborg se preguntó qué vio dentro del anillo después de que su padre le advirtiera que interactuar con él nuevamente podría atraparlo para siempre.
Un incidente que involucró al hijo de Batman, Damian Wayne, durante el arco argumental "Robin Rises Alpha & Omega" en Batman, llevó a la mayoría de la Liga de la Justicia a luchar contra Glorious Godfrey y una horda de Parademon de Apokolips cuando capturaron el fragmento del caos y el sarcófago de Damian, antes de retirarse a casa. Todos los miembros de la liga presentes, incluido Cyborg, le dicen a un inflexible Bruce Wayne que correr de cabeza hacia un territorio de factor X sin marcar para una misión suicida no era ideal, considerando las consecuencias que podrían acontecer en la tierra. Esto finalmente culmina con Batman secuestrando los sistemas de teletransportación de Cyborg, para subir a la Atalaya en un intento de recuperar un traje de combate experimental y altamente peligroso, para cumplir con su agenda. Sin embargo, Cyborg logra bloquear su acceso administrativo para que él, Shazam, Aquaman, Wonder Woman, Lex y Cold puedan restringirlo físicamente, lo que hace que Batman se rinda a regañadientes y se retire a la Baticueva.
Después de que el Murciélago se fue, el resto de la Batifamilia apareció para pedirle ayuda a Víctor con algunos doppelgangers digitalizados de malos que Bruce creó inicialmente para distraer a la Liga, desestabilizar la seguridad de la torre de vigilancia para asegurar el Hellbat y, finalmente, usar una Caja Madre (asegurada de un Parademon guardado en almacenamiento en frío) para desocupar a Apokolips.
Después de dirigirse a la Batcave para reunirse con ellos, se le dirige a una consola que le permitió acceder directamente a los sistemas más sofisticados de la Baticomputadora. Sin embargo, todo fue una artimaña utilizando una contramedida preventiva ideada por Batman adaptada a las debilidades específicas de Cyborg. Cyborg quedó temporalmente incapacitado y se estableció en una simulación de realidad virtual donde revivió sus días más pacíficos en la universidad, mientras que Batgirl se puso a trabajar en su caja madre para asegurar un camino hacia Apokolips y perseguir a su padre. Pero Víctor finalmente salió de la bruma de su sueño y los siguió, enojado porque lo usaron de esa manera. Cyborg viajó junto con Titus, quien se montó en su pierna, para alcanzar al resto de la Familia Batman. Luego, todos tienen un encuentro con los carroñeros de Armegeddo, quienes abandonan rápidamente después de que algunos perros hambrientos apokoliptianos llegan a la escena. Finalmente alcanzan al Caballero Oscuro vestido con armadura que se abre camino a través de una parte considerable de las fuerzas de Apokolips sin ayuda. Jason Tim y Barbara le muestran a Batman las Medallas Robin que Alfred les dio para recordarle su propósito, lo que provocó que saliera de su furia frenética y notara que Cyborg los había acompañado a regañadientes al mismo Infierno. Habiendo llegado a la ciudadela de Darkseid donde Kalibak estaba preparando su Cañón del Caos para disparar de nuevo, los cruzados con capa mantuvieron ocupadas a las fuerzas de Darkseid mientras Cyborg acababa con el enorme motor de guerra, literalmente destrozándolo. medio. Pero cuando fue a establecer una secuencia de autodestrucción cronometrada dentro de las computadoras apokoliptianas, Vic sufrió una retroalimentación catastrófica que frió la mayoría de sus sistemas internos dejándolo inoperable justo cuando el mismo Darkseid hizo su aparición.
Mientras Batman luchaba y mantenía a raya a Darkseid, Cyborg guió a Batgirl a través de un curso acelerado sobre cómo conectar su propia Caja Madre. Desde que Darkseid destruyó el generador Boom Tube de Batman, Cyborg era su única oportunidad fuera de Apokolips. Después de manipular con éxito sus sistemas internos, Cyborg y el resto de los Bat pícaros hicieron una etapa de salida apresurada a la izquierda cuando Bruce impulsó su fragmento recuperado del Chaos Shard con el Efecto Omega de Darkseid, lanzando a Darkseid contra una pared para cubrir su escape. Posteriormente, Cyborg, que aún no puede facilitarse a sí mismo, se pregunta qué está pasando cuando Damian Wayne revive con éxito, sin embargo, una segunda anomalía surge del Boom Tube que se abrió y Kalibak lo atraviesa. Con Kalibak ocupado por el resto de la pandilla, Vic hace todo lo posible para restablecer sus sistemas caídos. Tiene éxito y obtiene el control del tubo aún abierto mientras Batman prepara el Batplane. Mientras Batman choca con su avión contra el malvado Nuevo Dios y lo envía a toda velocidad de regreso a Apokolips, Cyborg cierra el portal y destierra al primogénito de Darkseid para siempre. Con la amenaza terminada, Cyborg regresa a la superficie para informar al resto de la liga de lo que sucedió y afirma que tiene asuntos de JL que atender.
Una serie en curso homónima, del escritor David F. Walker y el artista Ivan Reis, debutó en julio de 2015.

### DC Rebirth
A partir de DC Rebirth, es parte de la serie bimensual relanzada de la Liga de la Justicia, así como de su propia serie mensual en solitario. No está claro si tiene la capacidad de volar en Rebirth.
Durante Dark Nights: Metal, es capturado por los Batmen alternativos del Dark Multiverse, quienes intentan piratearlo para conocer los secretos de sus compañeros de equipo. A medida que la crisis se intensifica, Cyborg se enfrenta a la conciencia controladora de otras Cajas Madre, quienes afirman que solo obtendrá el poder para vencer a los Dark Batmen si se entrega por completo a la Caja Madre que alimenta su cuerpo a costa de la eliminación de la transformación a su antigua personalidad. Está casi tentado a ceder a esta transformación, pero la aparición del alma de Raven lo convence de aferrarse a sí mismo mientras sucumbe parcialmente a la transformación. Esto le permite liberar a sus compañeros de equipo y 'hackear' el multiverso mientras viajan para encontrar nuevos aliados en la batalla contra los Dark Batmen.
Después de esto y de la miniserie Justice League: No Justice, la serie Justice League se canceló después de 43 números y se relanzó en una nueva serie mensual y Cyborg pasó a aparecer como parte de una facción separada de Justice League que es parte de la nueva Justice. Serie League Odyssey. Además, la serie mensual en solitario de Cyborg también se canceló y finalizó en junio de 2018 con el lanzamiento del número 23.

### Infinite Frontier
A partir de Infinite Frontier, Cyborg es parte de Titans Academy. En este título mensual, los Titanes ahora son mentores de la nueva generación de héroes.

### Amanecer de DC
En Amanecer de DC, Cyborg ahora recibe una nueva miniserie de 6 números. También es parte de los Titanes que han reemplazado a la Liga de la Justicia como los héroes más grandes del mundo luego de su desaparición en Dark Crisis On Infinite Earths.

## Poderes y Habilidades
Grandes partes del cuerpo de Victor Stone han sido reemplazadas por partes mecánicas avanzadas (de ahí el nombre de Cyborg) que le otorgan fuerza sobrehumana, velocidad, resistencia y vuelo. Su cuerpo mejorado mecánicamente, gran parte del cual es metálico, es mucho más duradero que un cuerpo humano normal. El sistema informático interno de Cyborg puede interactuar con computadoras externas. Otras características incluyen un "ojo" electrónico que replica la visión, pero a un nivel sobrehumano. Sus partes mecánicas contienen una amplia variedad de herramientas y armas, como un gancho / línea de agarre y un láser montado en el dedo. Quizás su arma más utilizada es su amplificador de sonido (a menudo conocido como su "bláster de sonido blanco" en los cómics; los Teen Titans la serie animada lo llama un "cañón sónico") que puede emplearse en varios entornos para aturdir los oídos de sus enemigos o para emitir explosiones concentradas de sonido lo suficientemente potentes como para romper rocas o deformar el acero.
Cyborg es representado constantemente como jugando con el tiempo con sus partes cibernéticas, mejorando sus funciones y habilidades a niveles más allá de los establecidos por su padre, lo que ha permitido a los escritores flexibilidad para agregar nuevos poderes que se adapten a las necesidades de una historia dada a lo largo del tiempo. Después del reinicio de New 52 de DC en 2011, la historia de origen de Cyborg cambió para decir que las mejoras de Cyborg fueron producto de tecnología alienígena, específicamente la de una Caja Madre del planeta Nuevo Génesis. Su cibernética ahora se ve como una extensión viva de su cuerpo, y una serie de nuevas habilidades como explosiones EMP, absorción de tecnología y adaptación bajo el agua se agregaron a su conjunto de potencia. Más significativamente, se le dio la capacidad de generar tubos de auge-poderosos túneles que son utilizados por los Nuevos Dioses para viajar a través de distancias infinitas, debido a su conexión Caja Madre. Los elementos de la historia de fondo original de Víctor se restablecieron siguiendo la historia de la Guerra de la Trinidad de DC, cuando su padre reconstruye los sistemas después de un gran daño.
Además de sus mejoras mecánicas, Stone posee un nivel de inteligencia "excepcionalmente dotado"; su coeficiente intelectual se ha medido en 170.

## Otras versiones

### Tierra Uno
En Teen Titans: Earth One, Vic Stone se vuelve a presentar como miembro fundador de los Titanes aquí retratado como un grupo de niños, como parte de los experimentos de STAR Lab con Meta-Gene con su madre Elanor como líder. Vic se unió con metal líquido a través de una nave alienígena estrellada relacionada con Starfire, lo que le otorgó una superfuerza y una apariencia robótica.

### Flashpoint
En el evento Flashpoint, la línea de tiempo se modifica en gran medida. En esta versión alternativa de los eventos, Cyborg es el superhéroe más grande de Estados Unidos (ocupando el papel que ocupa Superman en la línea de tiempo estándar de DC). Intenta formar un grupo para detener la guerra entre las fuerzas de Aquaman y Wonder Woman. Sin embargo, todos los héroes a los que se acerca se niegan, después de que Batman se niega. Cyborg conecta a la miembro de la resistencia Lois Lane para espiar a las Amazonas en busca de cualquier información. Cyborg rescata a personas en la estación de metro del pirómano Heat Wave. Abin Sur se estrella en la Tierra; Posteriormente, Cyborg y el gobierno de los Estados Unidos lo detienen para interrogarlo sobre sus razones para estar en la Tierra. Cuando Abin Sur se está recuperando, tiene la misión de recuperar la Entidad, sin embargo, Cyborg lo convence de unirse a los héroes de la Tierra. Posteriormente, se ve a Cyborg hablando con el presidente en su sede en Detroit. El presidente afirma que Steve Trevor envió una señal a la resistencia, pero fue interceptado por un traidor entre los héroes que Cyborg intentó reclutar y las sospechas conducen al Forastero. Por el fracaso de Cyborg, es relevado de su deber cuando Element Woman se cuela en la sede. Más tarde, Batman y Flash llaman a Cyborg para que lo ayude a rastrear el "Proyecto: Superman", la rama del gobierno responsable de 'levantar' a Kal-El después de que su cohete destruyera Metrópolis a su llegada. Cyborg y ellos acuerdan unirse a la causa para detener a Wonder Woman y Aquaman, pero solo si Batman elige a quién reclutar, y Cyborg acepta siempre que los acompañe. Los tres se escabullen en los búnkeres subterráneos del gobierno y el grupo se encuentra con una puerta de bóveda gigante con el logotipo de Superman. Cyborg abre la puerta y ve a Kal-El debilitado, con la llegada de los guardias. Obligado a escapar, los poderes de Kal-El comienzan a manifestarse y se va volando dejándolos en manos de los guardias. Mientras se defienden de los guardias, ellos son rescatados por Element Woman. Más tarde, Cyborg y otros héroes llegan al lugar de la Familia Marvel para ayudar a Flash a no olvidar drásticamente sus recuerdos. Después de que Flash se está recuperando, pidió detener la guerra entre Atlante y Amazonas, aunque Cyborg y los héroes no están dispuestos a menos que Batman quiera unirse a ellos, porque Cyborg le explica que creen que Batman era invencible. Sin embargo, Flash lo convence de que nadie es invencible y el grupo de héroes acepta unirse a Flash. Los héroes llegan a New Themyscira para detener la guerra Atlante/Amazonas, y Flash le dice a Cyborg que encuentre la última bomba de Aquaman para deshacerse de ella.

### Titans Tomorrow
En la historia de Titans Tomorrow, una versión futura de Victor Stone llamada Cyborg 2.0 es miembro de Titans East. Se le muestra con un recubrimiento similar al Cyborg animado de la serie animada Teen Titans.

### Tierra-23
Una versión alternativa de Cyborg aparece como parte de la Liga de la Justicia de Tierra-23 en el Multiverso DC.

### Kingdom Come
En Kingdom Come de Mark Waid y Alex Ross, un Cyborg ahora de metal líquido aparece como el tercer Robotman, se une como parte de la Liga de la Justicia de Superman. Está petrificado por la explosión nuclear en la batalla con el grupo de Batman y los metahumanos rebeldes.

### DCeased
Cyborg aparece como un personaje principal en la serie DCeased. Su cuerpo se usó para crear el virus que devastó la Tierra y, de mala gana, se convirtió en portador del virus. Cyborg pasa la mayor parte de la serie ayudando a los personajes sobrevivientes. En el número final, Cyborg elige permanecer en la Tierra, suponiendo que podría causar otro brote. Mientras lucha contra la infectada Wonder Woman, decide usar el Lazo de la Verdad sobre ella. Al preguntarle si existe una cura, Cyborg se sorprende al descubrir que mantuvo la cura dentro de él todo el tiempo. Antes de que pudiera informar a los demás, Wonder Woman aprovecha la oportunidad para tomarlo desprevenido y decapitarlo.

## Recepción
El personaje de Cyborg ha sido analizado como un héroe que es a la vez negro y discapacitado, y ha sido llamado "una figura excepcional en un género repleto de maravillas". Su apariencia también ha sido analizada como un diseño visual de un superhéroe negro.

## En otros medios

### Televisión

#### Animación
- Cyborg apareció en una de las temporadas finales de los Súper Amigos, siendo junto a Firestorm un personaje joven en el grupo, en contraste con los otros héroes que eran adultos
- Cyborg aparece en la serie animada de los Jóvenes Titanes con la voz de Khary Payton. Tiene un cuerpo parte humano y parte máquina. Él creó el auto T. Su némesis es el Hermano Sangre, quien está fascinado con la tecnología de Cyborg. Entre su arsenal tiene un poderoso cañón en su brazo y uno en su pie, además de un poderoso lanzamisiles. También cuenta con un rastreador y otras sorpresas. Le encanta jugar con Robin y Chico Bestia a los videojuegos. Después de que robaran el auto T, descubrió que Raven también sentía las cosas al usar sus poderes y eso los une aún más como amigos. Al parecer Cyborg siente una atracción por Bumblebee. Durante un viaje al pasado conoce a una chica llamada Sarasin, quienes se enamoran.
- Cyborg regresa en Teen Titans Go! con Khary Payton retomando su papel. Es el mejor amigo de Chico Bestia y su comida favorita son las hamburguesas. En este programa, Cyborg tiene la mitad humana y la mitad cíborg en el hecho de que es parte de un robot, ya que echa de menos algunas cosas que tenía como humano (la sensación de la piel de la rodilla), también disfruta de las cosas geniales que hacen los robots. Cuando no está luchando contra el crimen, se lo describe como un vago perezoso, lo que lo ha hecho muy conocedor de la cultura de los 80. También tiene una relación con Jinx, que los Titanes desaprueban debido a que Jinx es miembro de HIVE Five.
- Cyborg aparece como parte de la Liga de la Justicia en el especial de televisión Lego DC Comics: Batman Be-Leaguered, con Khary Payton retomando su papel.
- Cyborg aparece en la serie web animada DC Super Hero Girls, expresado nuevamente por Khary Payton.
- Cyborg aparece en la serie animada Justice League Action, una vez más expresada por Khary Payton.
- Cyborg aparece en Young Justice: Outsiders, con la voz de Zeno Robinson. Victor Stone se transformó en un ser cibernético después de una explosión que causó que destruyó accidentalmente la mayor parte de su cuerpo. Su padre logró salvarlo al fundirlo con una Caja Padre. Si bien esto salvó su vida, se volvió susceptible a ser controlado por la programación de la Caja, haciéndolo violento y aureola. Después de acceder a su nuevo poder para abrir Boom Tubes, llegó a los laboratorios STAR y usó sus poderes para restaurar temporalmente su mente. Enojado con su padre por convertirlo en un monstruo, se unió a Halo y su equipo, a pesar de las preocupaciones del otro sobre la conexión de Victor con Apokolips. En "True Heroes", Victor pierde el control de nuevo y Halo, reconociendo que sus emociones le dan fuerza, desata toda la fuerza de sus poderes curativos para purgarlo permanentemente de la programación de la Caja. Esta versión de Cyborg tiene menos partes robóticas que lo cubren, ya que están limitadas a su brazo izquierdo, ojo izquierdo y parte de su caja torácica.
- Phil LaMarr retoma su papel de Cyborg de DC Super Friends: The Joker's Playhouse (2010) en la serie de 2019 DC Super Hero Girls.

#### Acción en vivo
- Cyborg apareció en Smallville, interpretado por Lee Thompson Young. Presentada en un episodio homónimo, esta versión es un exjugador de fútbol de Metropolis High School que se creía que estuvo involucrado en un accidente automovilístico que lo mató a él y a su familia, pero fue reconstruido en secreto por científicos de SynTechnics dirigidos por el Dr. Alistair Krieg con mejoras cibernéticas endoesqueléticas "biónicas". Después de convertirse en el único sobreviviente de los experimentos de Krieg, Stone escapó antes de que LuthorCorp comprara SynTechnics. En el episodio "Justicia", Green Arrow reúne a un grupo de individuos para combatir a Lex Luthor, como Stone, que tomó el nombre de Cyborg y recibió más mejoras de Green Arrow. Stone también hace una aparición menor en el episodio "Salvación".
- Cyborg aparece en Doom Patrol, interpretado por Joivan Wade. Esta versión está bien establecido como superhéroe y ayuda a unir al equipo del mismo nombre para proteger la ciudad ficticia de Cloverton, Ohio.
- Cyborg aparece en Titanes, interpretado nuevamente por Joivan Wade.[62]

### Cine

#### Acción en vivo
Cyborg aparece en el DC Extended Universe (DCEU), interpretado por Ray Fisher. Aparece por primera vez en Batman v Superman: Dawn of Justice en una breve secuencia de imágenes que se ve por Wonder Woman. Las imágenes muestran la historia del origen de Cyborg. Cyborg, interpretado por Fisher, hace una aparición completa como uno de los personajes principales de Liga de la Justicia, lanzado el 17 de noviembre de 2017. Fisher tiene previsto repetir el papel en las próximas películas de DCEU: una película Flash independiente y una secuela de Liga de la Justicia. Fisher está programado para protagonizar una película independiente de Cyborg, con una fecha de lanzamiento anunciada del 3 de abril de 2020. En las películas, sus partes cibernéticas son 100% CGI.

#### Animación
- Cyborg aparece en la película Teen Titans: Trouble in Tokyo, interpretado por Khary Payton. En la película, Cyborg va a Tokio con el resto de los Titans para encontrar a Brushogun. Sin embargo, él termina yendo a un buffet de "todo lo que puedas comer" en lugar de enojar al cocinero, que no puede satisfacer el apetito de Cyborg. Después de revelarse que Brushogun está siendo utilizado por el detective local para sus propios propósitos egoístas, los Titanes logran liberar al antiguo asistente de tinta sin la máquina que roba su magia para crear soldados. Cyborg luego dice "ya era hora" cuando Robin y Starfire finalmente comparten un beso romántico. Al final de la película, Cyborg recibe una gran comida como agradecimiento por su ayuda para salvar Tokio.
- Una versión alternativa sin nombre de Cyborg de una Tierra paralela aparece brevemente en la película animada Justice League: Crisis on Two Earths, trabajando como un "hombre hecho", lackeys del Sindicato del Crimen, entre muchas otras versiones alternativas de personajes conocidos de DC Comics.
- Cyborg aparece en Justice League: Doom, con la voz de Bumper Robinson.[66] En la película, esta versión se describe como una persona alegre pero ingeniosa. Cyborg es llamado por Batman durante una pelea con la Royal Flush Gang usando un nuevo tipo de proyector dimensional. Afirma que este no es su estándar MO. Él termina trabajando junto a la Liga de la Justicia después de salvar a la Mujer Maravilla de un mortal veneno nanita creado por Cheetah. Cyborg ayuda al equipo durante la batalla final contra Vandal Savage y la Legión del Mal, y luego es incluido en el equipo por su papel en evitar la destrucción de la Tierra (en una clara conexión con el equipo de The New 52).
- Cyborg aparece en Lego Batman: The Movie - DC Super Heroes Unite, con la voz de Brian Bloom.[67]
- Cyborg aparece en películas ambientadas en Universo de Películas Animadas de DC (DCAMU), con la voz original de Michael B. Jordan[68] y por Shemar Moore[69]
  - Cyborg aparece en Justice League: The Flashpoint Paradox. Al comienzo de la película, aparece con la Liga de la Justicia para desarmar las bombas del profesor Zoom. Con la ayuda del capitán Átomo, Cyborg desarma la bomba del capitán Boomerang. En la línea de tiempo distorsionada de Flashpoint, Cyborg es el mejor superhéroe de Estados Unidos. Él reúne a un grupo para detener la guerra entre las fuerzas de Aquaman y la Mujer Maravilla, sin embargo, Batman es el único obstáculo. Después de la muerte de Lex Luthor, para interceptar el dispositivo del día del juicio final de Aquaman, Cyborg se libera del deber. Más tarde, Cyborg es llamado por Batman y Flash para obtener ayuda para localizar a la rama gubernamental responsable de la tenencia de Kal-El. Los tres se cuelan en los búnkeres subterráneos, y eventualmente encuentran un Kal-El debilitado. Después de que los poderes de Kal-El tratan con los guardias y el empeoramiento de las incautaciones de Flash, Cyborg y los otros héroes son motivados por Flash para detener la guerra atlante / amazónica por su cuenta. Cuando los héroes llegan para detener la guerra atlante / amazónica, Cyborg se enfrenta a Aquaman. Aquaman casi mata a Cyborg, sin embargo, Kal-El llega pero no puede evitar que Cyborg muera a causa de sus heridas. Su destino, sin embargo, se deshizo después de que Flash restaura la línea de tiempo del mundo.
  - Cyborg aparece en Justice League: War. La película comienza con Victor Stone como un jugador de fútbol humano y hábil (apodado "Victoria"). Sin embargo, el padre de Victor pierde sus juegos deliberadamente, creyendo que la destreza física de un humano común no tendrá sentido en el mundo futuro de los superhumanos. La madre de Victor parece estar muerta cuando comienza la película. Al comienzo la invasión de los apokolips, Victor es golpeado por una explosión de energía (la energía es similar a la utilizada para crear nuevos Parademons) y se deja sin un brazo derecho o una pierna izquierda. Apenas vivo, su padre lo lleva a una máquina avanzada ensamblada por él a partir de la tecnología de todo el mundo. Su padre intenta usar la máquina para curar a Victor, pero el proceso termina con la máquina fusionándose con su cuerpo. Al principio, está completamente cubierto de metal, pero algunas partes se desprenden de su rostro durante la batalla, haciéndolo parecerse mucho a sus otras versiones. Su ex se vuelve más elegante después de que se estrellara frente a la Liga de la Justicia, que aún no se ha formado. Se demostró que era capaz de interactuar con la tecnología apokoliptean, hasta el punto de detener la invasión invirtiendo todos los tubos de la pluma utilizado para la invasión. En la escena final, cuando los héroes son honrados, el padre de Victor se muestra entre la multitud, finalmente orgulloso de su hijo.
  - Cyborg aparece en la película animada Justice League: Throne of Atlantis, con Shemar Moore retomando su papel. Continuando con War, Cyborg todavía se está adaptando a no tener una vida normal. Él reside en el Salón de la Justicia, que fue construido para la Liga de la Justicia; Sin embargo, solo Shazam viene a visitar. Cyborg explica que "no hay Liga de la Justicia", es algo que se le ocurrió a la raza humana para sentirse seguros. También le han reemplazado parte de sus órganos internos restantes con maquinaria, lo que le permite pasar largos períodos bajo el agua o en el espacio. Una ex asistente de su padre, que está enamorada de él, intenta varias veces a lo largo de la película pedirle una cita, pero sus métodos indirectos fallan (aunque hasta el final de la película finalmente la invita a salir). Cyborg demuestra ser valioso ya que puede proyectar imágenes de lo que ha visto; esto le permite transmitir el alarde de Ocean Master sobre la muerte de su madre, lo que hace que los atlantes se alían con el híbrido Arthur Curry / Aquaman, el único otro heredero del trono.
  - Cyborg aparece en Justice League vs. Teen Titans, con Shemar Moore repitiendo su papel. En la película, se muestra que se relaciona con los Titanes más estrechamente que con los otros miembros de la Liga, ya que está más cerca de la edad de los adolescentes. Mientras permanece en la Liga de la Justicia, visita a los Titanes en alguna ocasión.
  - Cyborg hace un cameo en las películas animadas Justice League Dark, The Death of Superman, Reign of the Supermen y Justice League Dark: Apokolips War.
- Cyborg aparece en la película animada JLA Adventures: Trapped In Time, con la voz de Avery Kidd Waddell.[70]
- Cyborg aparece en la película animada Lego DC Comics Super Heroes: Justice League vs. Bizarro League, con Khary Payton retomando su papel.
- Cyborg, junto con su padre, Silas Stone, aparece en Batman Unlimited: Monster Mayhem, con Khary Payton retomando su papel.
- Una versión alternativa de Victor Stone aparece en Justice League: Gods and Monsters, con la voz de Taylor Parks. Su padre, Silas, recibió un encargo de Supermán para observar la tecnología kryptoniana, pero él y su padre fueron asesinados por un Metal Man diseñado para parecerse a Supermán. Silas se defendió notablemente con un equipo de sonido similar al visto en la armadura de Cyborg, mientras que Victor usó un lanzagranadas. Ambos son asesinados por su visión de calor. Supermán más tarde encuentra sus esqueletos carbonizados abrazándose; Él guarda un momento de silencio para honrarlos.
- Cyborg aparece en la película animada Lego DC Comics Super Heroes: Justice League: Attack of the Legion of Doom, expresada nuevamente por Khary Payton.
- Cyborg aparece en la película animada Lego DC Comics Super Heroes: Justice League: Cosmic Clash, con Khary Payton retomando su papel.
- Cyborg aparece en la película animada Lego DC Comics Super Heroes: Justice League: Gotham City Breakout, con la voz de Khary Payton una vez más.
- Cyborg aparece en The Lego Batman Movie como miembro de la Liga de la Justicia.
- Cyborg aparece en DC Super Heroes vs. Eagle Talon, con la voz de Wataru Takagi.[71]
- Cyborg aparece en la película animada Lego DC Comics Super Heroes: The Flash, con la voz de Khary Payton, una vez más.
- Cyborg aparece en la película animada Lego DC Comics Super Heroes: Aquaman: Rage of Atlantis, con Khary Payton retomando su papel.
- Los Teen Titans Go! y las versiones originales de la serie animada Teen Titans de Cyborg aparecen en Teen Titans Go! vs. Teen Titans, con Khary Payton repitiendo el papel para ambos. Además, varias versiones alternativas de Cyborg aparecen a lo largo de la película, que incluyen sus contrapartes de Tiny Titans, el cómic New Teen Titans y el Universo de Películas Animadas de DC.
- Cyborg aparece en Teen Titans Go! & DC Super Hero Girls: Mayhem in the Multiverse, nuevamente con la voz de Khary Payton.
- Cyborg aparece en DC Liga de Supermascotas, con la voz de Daveed Diggs. Miembro de la Liga de la Justicia, esta versión tiene un afro sobre la mitad de su cabeza, un modo avión que apaga la mayoría de sus habilidades e incluso se muestra que funciona con baterías.

### Videojuegos
- Cyborg es un personaje jugable en los videojuegos de consola y videojuegos Teen Titans Game Boy Advance, con Khary Payton retomando su papel en este último.
- Cyborg aparece en el tráiler cinematográfico de DC Universe Online, con la voz de Alexander Brandon. Se le ve peleando junto a Batman y Flash.[72] En la campaña de los héroes, junto a Starfire, Nightwing y Donna Troy están corrompidos por Trigon (quien está tratando de controlar a Raven). Una vez que los jugadores liberan a Cyborg del hechizo de Trigon, él ayuda a localizar a Raven antes de que Trigon la controle por completo.
- Cyborg aparece como un luchador jugable en Injustice: Gods Among Us[73] con Khary Payton retomando su papel. Una de las citas de la mitad de la batalla de esta versión es "boo-yah" de la serie animada Teen Titans. En la realidad del Régimen, Cyborg es miembro del Régimen de Supermán (mientras que todos los demás Titanes (excepto Raven) fueron asesinados en Metrópolis antes del reinado de Supermán) y fue visto por primera vez con Raven torturando a Deathstroke hasta que fueron derrotados por Green Lantern. El universo principal, Cyborg, termina en la realidad del Régimen, donde termina luchando contra Deathstroke y Lex Luthor alternativos hasta que sus compañeros de la Liga de la Justicia y Batman alternativos llegan y aclaran las cosas. Después de que el régimen fue derrotado, el Cyborg principal visita la tumba del Lex Luthor alternativo. En su final de batalla de un solo jugador, Cyborg lidera el asalto a la Fortaleza de la Soledad para derrotar a las fuerzas restantes del régimen de Supermán. Utiliza la tecnología kryptoniana para mejorar su cibernética y descubre que puede controlar un ejército de robots de Supermán, que utilizará para llevar la justicia al mundo.
- Cyborg aparece como un personaje principal y (solo Wii U) jugable en Scribblenauts Unmasked. Es miembro de la Liga de la Justicia que aparece por primera vez en la Watchtower. Cuando llega Maxwell, también lo hacen Doppelganger y Deathstroke. Llegan en busca de una estrella. Por suerte para Maxwell, no lo encuentran, pero se escapan y sacan a Amazo de su celda de la Watchtower. Maxwell ayuda a Cyborg a derrotar a Amazo. Más tarde, Cyborg es hackeado por Brainiac, dejándolo incapaz de moverse. Como tal, él es el único juez Leaguer que no lucha contra su némesis nuevamente. Él es arreglado por Maxwell. Cuando Brainiac teletransporta al resto de la Liga de la Justicia, Cyborg intenta sugerir traer versiones alternativas de la Liga de la Justicia para derrotar a Brainiac, pero él es teletransportado antes de que pueda terminar su oración. Maxwell y Lily descubren lo que estaba diciendo. Cyborg luego se despide de Maxwell y Lily con el resto de la Liga de la Justicia.
- Cyborg aparece como un personaje jugable en el videojuego Infinite Crisis.
- Cyborg regresa como un personaje jugable en Injustice 2, con Khary Payton.repitiendo su papel. Esta versión todavía está aliada con el régimen de Supermán. En el modo historia, se revela que se unió al Régimen debido a su enojo por la muerte de sus titanes como Starfire y Beast Boy. Se revela que Cyborg está preso en la prisión de Red Son junto con Damien y Supermán. Batman asigna Firestorm y Blue Beetle para proteger la prisión. Sin embargo, Black Adam, Wonder Woman y Supergirl atacan la prisión para liberarlos. Batman llega y admite que no puede vencer a Brainiac solo, lo que le permite liberar a Supermán y unir fuerzas con el Régimen para detener a Brainiac. Llamando a una tregua temporal, el régimen y los aliados de Batman planean cómo enfrentarán a Brainiac. Catwoman afirma que necesitarán a Cyborg para restablecer las comunicaciones arreglando Brother Eye. Sin embargo, Cyborg se niega al principio debido a su animosidad hacia Batman. Sin embargo, Supermán aparece uniformado y señala que ese no es el problema, ya que Kara vio de primera mano cómo Brainiac destruyó a Krypton y que tienen menos de 48 horas antes de que él haga lo mismo con la Tierra. Batman está de acuerdo en decir que, sin una estrecha coordinación, perderán un tiempo valioso y Supermán le dice a Cyborg que deben arreglar a Brother Eye. Batman tiene a Catwoman y Harley van con Cyborg ya que necesitará su ayuda para entrar en Batcave. Catwoman le dice a Cyborg que entrarán usando el antiguo Underground ubicado bajo Arkham Asylum, aunque Cyborg se siente incómodo trabajando con los ex criminales. Sin embargo, al llegar al Asilo son atacados por Poison Ivy con feromonas, aunque Cyborg logra eliminarlos salvándolos a él y a Catwoman, aunque Harley no es tan afortunada y cae bajo el control de Ivy. Ivy se burla de la pareja y Harley comienza a convulsionarse, lo que Ivy revela se debe a las feromonas que causan que se ponga en shock. Después de que Ivy es derrotada, Catwoman le pregunta a Cyborg si tiene un desfibrilador y él confirma que lo hace, lo que hace que Catwoman le ordene que lo use para salvar la vida de Harley. Harley ha revivido con éxito y el trío continúa su viaje a Batcave. Finalmente llegan a la entrada de Batcave que Catwoman y Harley abren. Catwoman le ordena a Harley que vigile la entrada mientras arreglan el Hermano Ojo. Cyborg detecta enemigos en su radar incorporado justo cuando son disparados por Deadshot, aunque Cyborg logra desviarlo con su escudo de energía. Luego son enfrentados por Deadshot y Bane. Después de tratar con Bane y Deadshot, los dos alcanzan a Brother Eye. Cyborg afirma que Brother Eye necesitará una fuente de energía limpia a la que Brainiac no pueda acceder y Catwoman sugiere los generadores de respaldo. Sin embargo, Brainiac aparece en la pantalla de Brother Eye. Brainiac llama a Victor Stone el pináculo de la evolución humana, aunque afirma que su humanidad inhibe su verdadero potencial y que debe purgarlo. Sin embargo, Victor rechaza la idea de decir que es un jugador de equipo y que la humanidad es su equipo. Brainiac lo dispara con un rayo de energía de la pantalla Brother Eye que causa Un jugador de equipo y que la humanidad es su equipo. Brainiac lo dispara con un rayo de energía de la pantalla Brother Eye que causa Un jugador de equipo y que la humanidad es su equipo. Brainiac lo dispara con un rayo de energía de la pantalla Brother Eye que causa Grid para salir de Cyborg como una entidad separada. Grid revela que es el vasto recuerdo e intelecto de Cyborg liberado de la debilidad de la carne y las emociones. Grid revela que originalmente era una subrutina en los sistemas de Cyborg y una anomalía que nunca comprendió una existencia separada de él, aunque ahora se da cuenta de su perfección y la obsolescencia de Cyborg. La red está derrotada y el generador de respaldo está activado. Cyborg comienza a piratear a Brother Eye, aunque Brainiac afirma que ningún humano puede controlar su red neuronal, aunque Cyborg afirma que no está intentando hacerlo y revela que le está enseñando a Brother Eye a ignorar a Brainiac. Brainiac dice que este pequeño éxito no los salvará, ya que Brother Eye se libera del control de Brainiac. Catwoman le da la bienvenida al hermano Eye y la saluda, aunque detecta a Cyborg. S se encuentra en Batcave y comienza a implementar contramedidas debido a que desconocía la tregua con el Régimen, aunque Catwoman logra anularlo y le ordena al Hermano Eye que se retire. Catwoman luego ordena a Brother Eye que active las comunicaciones permitiendo que el Régimen y la Insurgencia se centren en rescatar a los civiles antes de atacar a Brainiac. Después de que Supermán es asesinado por Brainiac durante la batalla con su Skull Ship en Metrópolis, Cyborg llega con Green Lantern y Aquaman a través de Boom Tube. Brainiac les informa que en una hora sus Betas explotarán quemando la atmósfera de la Tierra y convertirán a su mundo en una luna estéril a menos que entreguen a Kara Zor-El, aunque Batman se niegue. Cyborg sugiere que intenten acortarlos con una increíble cantidad de poder. Black Adam sugiere que usen magia para generar ese tipo de poder y sugiere usar la Roca de la Eternidad para hacerlo, aunque necesitará un artefacto que pueda canalizar ese tipo de poder, lo que provocó que Aquaman sugiera que usen su Tridente de la Atlántida. Sin embargo, Catwoman señala que Cyborg notó que Brainiac controla la nave con sus pensamientos y pregunta cómo pueden lidiar con eso, aunque Cyborg afirma que fue capaz de cortar Brainiac de Brother Eye, por lo que debería ser capaz de crear un interruptor de señal para separar a Brainiac. de su red neuronal, por lo tanto, si pueden bajar los escudos, puede desarmar las Bombas Beta. El plan funciona permitiendo que Batman y Supergirl entren en el Skull Ship, aunque Kara es capturada, aunque se revela que Supermán está vivo y une fuerzas con Batman para derrotar a Brainiac. Sin embargo, discuten sobre cómo tratar con Brainiac, con Supermán y sus seguidores del régimen que prefieren matar a Brainiac, ya que Supermán cree que Cyborg y él deberían poder controlar la nave y restaurar las ciudades y mundos en la colección de Brainiac, mientras que Batman y sus aliados, incluyendo a Supergirl, favorecen el sparring Brainiac temiendo que puedan perder más ciudades sin su ayuda. Si se selecciona Supermán, el Régimen se restaura y Supergirl se encarcela, mientras que Cyborg ayuda a Supermán a ser uno con la nave de Brainiac, lo que le permite usar la tecnología de Brainiac para lavarle el cerebro a Batman, amenazando con hacer lo mismo con Kara si ella se niega a ponerse del lado de él. En el final del personaje de Cyborg, Cyborg toma el intelecto de nivel 12 de Brainiac y el núcleo de datos de la nave después de derrotar al villano. Utiliza sus nuevos poderes para restaurar las ciudades que Brainiac robó de la Tierra y planea restaurar los miles de mundos que Brainiac ha robado con la ayuda de los Titanes que trajo con sus nuevos poderes y genio. En Starfire's Ending, se revela que antes de Metrópolis, Cyborg era miembro de Teen Titans junto con ella, Raven, Beast Boy y Dick Grayson, aunque después de Metrópolis, Beast Boy desapareció y se presume que murió, lo que hizo que Cyborg se uniera al Régimen mientras Raven cayó bajo la influencia de Trigon.
- Cyborg puede verse en una foto de un periódico en Batman: Arkham Knight.
- Cyborg aparece como un personaje jugable en DC Unchained.

### Lego
- Cyborg aparece como un personaje jugable en Lego Batman 2: DC Super Heroes, con la voz de Brian Bloom. Martian Manhunter lo envía a Gotham y sube a la Torre Wayne con Green Lantern, Robin y Batman mientras persiguen al robot Joker. Luego saltan y luchan contra el robot Joker mientras caen libres. Finalmente, ayuda a derrotar a Joker y Lex Luthor en el suelo fuera de la Torre Wayne.
- Cyborg aparece como un personaje jugable en Lego Batman 3: Beyond Gotham, con Bumper Robinson retomando el papel. Es uno de los personajes principales de la historia.
- Cyborg es un personaje jugable en Lego Dimensions, con Bumper Robinson retomando su papel una vez más. Usando la figura de Cyborg en los Teen Titans Go! El mundo de la aventura lo convierte en su encarnación de la misma serie, reproducida por Khary Payton.
- Cyborg regresa como un personaje jugable en Lego DC Super-Villains, expresado nuevamente por Bumper Robinson.